# Resource Construction Set
Das Resource Construction Set (RCS) ist ein von Digital Research entwickeltes Computerprogramm, mit dem man Elemente der grafischen Benutzeroberfläche „Graphical Environment Manager“ in einem WYSIWYG-Editor erstellen konnte. Später wurden verbesserte Versionen von Atari bereitgestellt, nach dem Verkauf von Digital Research an Caldera wurde GEM samt dem RCS als Freie Software veröffentlicht. Dadurch existieren heute Neukompilationen, basierend auf den GPL-Quellen.
Die vom RCS unterstützten Elemente umfassen Menüs, Dialoge, Warnmeldungen, sogenannte Alert-Boxen, Icons, Bitmap-Bilder sowie Strings. Die Struktur ist in einer sogenannten .RSC-Datei abgespeichert und kann in eigene Programme eingebunden werden. Sie kann auch unabhängig von der Programmdatei verändert werden. So können Änderungen oder Übersetzungen der Benutzeroberfläche ohne ein erneutes Kompilieren des Programmes vorgenommen werden.
Ein ähnliches Konzept bot Apple zur gleichen Zeit mit dem Resource fork an, beziehungsweise heute Glade für GTK+-Programme.

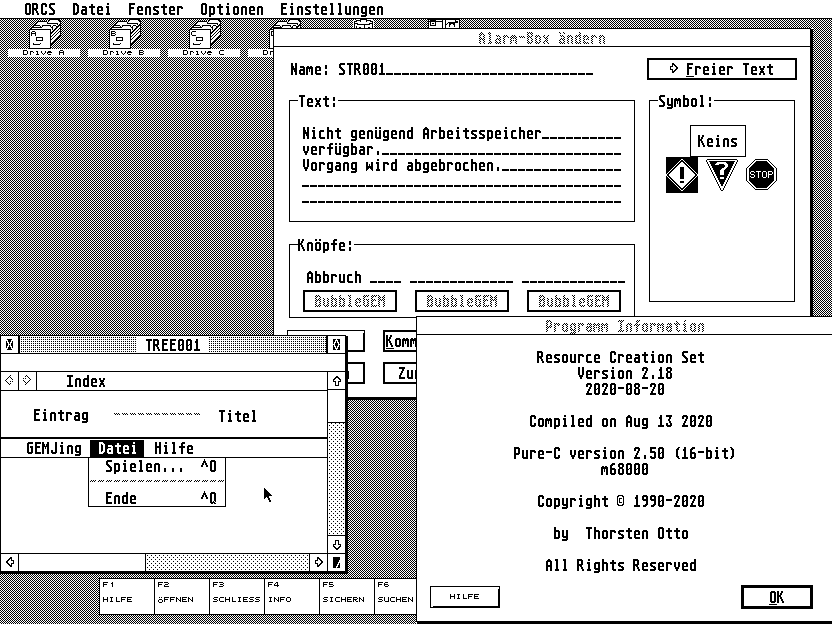
Screenshot des RCS »ORCS« 2.18 von Thorsten Otto, für Atari ST

## Alternativen
Als Alternative zum lange kaum weiterentwickelten originalen RCS-Programm gab es schnell von Drittherstellern Konkurrenz-Software für die Atari-ST-Plattform:
- Kuma-RCS von Kuma, kommerzielle Software, englisch
- Interface von Shift, kommerzielle Software, deutsch[2]
- ORCS von Thorsten Otto, Freeware[3]
- WERCS, kommerzielle Software, lag dem Lattice C Compiler bei, englisch
- RSM von Armin Diedering, Freeware, deutsch[4]